# Ne bougez plus
Pour plus de détails, voir Fiche technique et Distribution.
Ne bougez plus est un film français de Pierre Caron sorti en 1941.

## Fiche technique
- Réalisation : Pierre Caron
- Scénario : Roméo Carlès
- Photographie : Armand Thirard
- Montage : Jacques Desagneaux
- Musique : Jehan Charpentier
- Société de production : Continental-Films
- Pays :  France
- Format :  Noir et blanc - 1,37:1 - 35 mm - son mono
- Genre : Comédie
- Durée : 75 minutes
- Date de sortie : 
  - France - 30 octobre 1941[1]

## Distribution
- Saturnin Fabre : Andromaque de Miremir
- Paul Meurisse : 	Hector
- Annie France : Geneviève
- Guillaume de Sax : Patrice Farfadou
- Colette Fleuriot : Élyane
- Madeleine Briny
- Marcel Carpentier
- Germaine Charley
- Louis Couderc
- Roger Legris
- Jean Meyer
- Colette Régis
- Léon Walther